# إلخاس
بلدية إلخاس (بالإسبانية: Eljas)‏، هي بلدية تقع في مقاطعة قصرش والتي تقع في منطقة إكستريمادورا، غرب إسبانيا.
يبلغ عدد سكانها 1.198 نسمة وفقاً لإحصائية سنة (2002).